# Antonín Rejcha
Antonín Josef Rejcha, także Antoine-Joseph lub Anton Reicha (ur. 26 lutego? 1770 w Pradze, zm. 28 maja 1836 w Paryżu) – czeski kompozytor i teoretyk muzyki.

## Życiorys
Bratanek Josefa. Mając zaledwie 10 miesięcy, został osierocony przez ojca. Zaniedbywany przez matkę, nie został posłany do szkoły. Był chórzystą przy praskim kościele św. Franciszka. W 1781 roku uciekł do mieszkającego w Wallerstein w Szwabii stryja, który go adoptował. Otrzymał od stryja lekcje gry na skrzypcach, fortepianie i flecie, a w 1785 roku przeprowadził się wraz z nim do Bonn. Tam został członkiem orkiestry nadwornej elektora Maksymiliana, a także poznał Beethovena i Neefego. Samodzielnie uczył się kompozycji.
W 1790 roku wstąpił na uniwersytet w Bonn, gdzie studiował matematykę i logikę. W 1794 roku wyjechał do Hamburga, gdzie udzielał lekcji fortepianu, harmonii i kompozycji, a także skupił się na komponowaniu. W 1799 roku wyjechał do Paryża z zamiarem wystawienia swoich oper, czego jednak nie udało mu się zrealizować z powodu zamknięcia teatrów, odniósł natomiast sukces jako symfonik. W 1801 roku osiadł w Wiedniu, gdzie utrzymywał znajomość z Salierim, Albrechtsbergerem i Haydnem. W 1808 roku wyjechał na stałe do Francji. Od 1818 roku uczył fugi i kontrapunktu w Konserwatorium Paryskim. W 1829 roku przyznano mu francuskie obywatelstwo. Do jego uczniów należeli Hector Berlioz, César Franck, Charles Gounod i Ferenc Liszt. W 1831 roku został odznaczony Legią Honorową, w 1835 roku zaś został, jako następca François-Adriena Boieldieu, członkiem Akademii Francuskiej.

## Twórczość
Przeszedł do historii przede wszystkim jako nauczyciel i teoretyk. Napisał 16 prac teoretycznych, w tym m.in. Traité de melodié (1814), Cours de composition musicale, ou Traité complet et raisonné d’harmonie pratique (1816–1818), Traité de haute composition musicale (1824–1826) i Art du compositeur dramatique, ou Cours complet de composition vocale (1833), a także autobiografię pt. Notes sur Antoine Reicha. Jego poglądy na temat kontrapunktu, orkiestracji i formy sonatowej wywołały ówcześnie kontrowersje w Konserwatorium, wywarły jednak wpływ na następne pokolenie muzyków, m.in. Adolfa Bernharda Marxa, Hectora Berlioza i Giacomo Meyerbeera.
Jako kompozytor był reprezentantem wczesnej fazy romantyzmu. Współcześnie znany jest głównie jako twórca form kameralnych. Jego obszerna twórczość częściowo zaginęła i nie została w całości opublikowana. Pozostawił po sobie m.in. opery, utwory chóralne o charakterze religijnym i świeckim, utwory na głos solowy, symfonie, uwertury, koncerty, kompozycje kameralne na instrumenty dęte i smyczki.